# 体感魔法少女 マジっすか!?
「体感魔法少女 マジっすか!?」（たいかんまほうしょうじょ‐）は、株式会社ウインライトが開発、配信するiアプリ用アドベンチャーゲーム、またはそれを第1作とするシリーズの総称である。公式略称は「マジっすか!?」（末尾の「!?」は、略されることも多い）。キャラクターデザインは柚月りんこ。

## 概要
第1作目の配信は2007年11月29日、株式会社ウインライトが運営するiモード用webサイト「萌きゅあっとi」「アニメTVモバイル」にて開始された。後述のとおり、テレビアニメなどで知られる豪華声優陣を起用、携帯電話向けオリジナルコンテンツ初のフルボイス作品とされる。続いて2008年10月10日には、前作に新要素を加えたシリーズ第2作目「体感魔法少女 マジっすか!?Duo」を配信開始した。
同社の他のコンテンツ同様、関連作品を含め全てダウンロード時にのみ料金が発生する「売り切り」課金（従量課金）を採用するが、ゲームで一定条件を満たすと手に入る「アバターアイテム」利用には同社webサイト上にて無料会員登録する必要がある。アプリは上記「フルボイス」版（約748KB）と容量の小さい「ボイスなし」版（約500KB）とがある。また、第1話のみ遊べる無料体験版もある。これらと別に、ヒロインたちの待受け画像や着ボイスが別途有料販売される。なお、フルボイス版では音声再生時にwebサーバからデータを取得するため大容量の通信が行われるのでパケット定額制の利用が強く推奨されるが、無音声にしたり任意場面のみ手動で音声再生させて通信量を調節できたり、ゲーム進行を先読みして音声データをダウンロードすることで読み込みによる停滞時間を減らす工夫も施されている。
アドベンチャーゲームとしては後節のとおりエピソードがテレビアニメなどの様な一話構成となっており、エピソード間にはナレーションによる「次回予告」もある。また、ゲーム中に一度見たイベントシーンをwebサーバ上に保存しいつでもブラウザから接続して鑑賞したり待受け画像として利用できる「アルバム」機能や、ゲーム中に既読メッセージや台詞を過去に遡って参照する「ログ」機能を搭載、セーブは3つとクイックセーブ1つが可能である。さらに直感ゲーム対応機種では、一部場面で携帯電話を振ったり傾けて展開に影響を与える「直感イベント」を搭載、選択を間違えてバッドエンドを迎えると終了後に救済ヒントコーナーが展開される。

## シリーズ
シリーズ・派生作品ラインナップは以下の通り。
- 体感魔法少女 マジっすか!?
- 体感魔法少女 マジっすか!?Duo
- もえもえ劇場‐配信元サイトにて公開中の全12章から成るオンライン小説。
- スイーツファイト!‐ベルトコンベアで流れるスウィーツを、対応する番号キーをタイミングよく押して琴莉に食べさせるアクションゲーム。
- 琴莉のむちゃ修行!‐ジャンプ修行中の琴莉に「5」キーを押して「助走開始」「ジャンプ」「空中ジャンプ」と3度の指示を出し、長い飛距離を出させて上手な着地をさせるワンキーアクションゲーム。

関連作品は以下の通り。
- アイドル・ジェネレーション 第2次・萌えっ子大戦争!!‐「萌きゅあっと/ぷるるん美少女」各コンテンツのヒロインが登場するリアルタイムストラテジーゲーム。神楽と琴莉が登場。
- 女子高生と脱×野球拳‐複数の作家が描く女子高校生キャラクターと野球拳をするゲーム。対戦相手の1人として神楽が登場する。
- ハーレム×デュエル‐「萌きゅあっと/ぷるるん美少女」各コンテンツのヒロイン待受け画像をカードとして使うオンライントレーディングカードゲーム。月額会員向け。
- もえっ娘はがし‐画面上を線で囲って領域を確保するアクションパズルゲーム。背景画像として他ゲームのヒロインと共にメインヒロイン3名が登場。

## シリーズ共通設定

### シリーズあらすじ
それぞれ別の経緯によって導かれた3人の少女、彩葉、神楽、琴莉は、たどり着いた市ヶ原洞窟の奥で白く輝く不思議な宝石「レインボークリスタル」の力を得て、魔法少女となった。彼女らは、レインボークリスタルを悪用して世界を危機に陥れようとする異世界の者や宇宙人から市ヶ原タウンを守るべく立ち上がる。

### 主要登場人物
ナレーション；若本規夫
主人公
プレイヤーキャラクターの初期設定名は「笹 ケン太」だが、苗字・名前とも最大4文字の範囲で自由に変更できる。私立市ヶ原学園2年Q組（成績によってA組から順にクラス分けされている）に通う男子生徒。あるとき、同級生・カオリの不審な行動を目撃したことから彩葉らの戦いに巻き込まれ、神楽を庇った際にレインボークリスタルの力を得て手から魔法剣を出現させる能力を手に入れた。
夢原 彩葉（ゆめはら いろは）（声；小清水亜美）
2年N組に属する、おっとりした天然ボケの少女。長いストレートの亜麻色髪の頭頂部に飛び出したゼンマイ状のアホ毛が特徴。甘いものに目が無く、不自然な丁寧語で話す癖がある。あるとき、異世界から落ちてきた魔法の杖「オールスティックス」を拾ったことから魔法少女となり、自分が住む市ヶ原の、そして世界の平和を守る戦いに身を投じる。呪文を唱えることにより、随所にフリルが着いた桃色ドレス姿の「マジカルいろは」に変身する。
オールスティックス（声；若本規夫）
彩葉が持つ魔法の杖。世界の危機を伝えるべく異世界からやって来た。見た目は1mほどの杖だが自我と会話能力を持ち、魔法や異世界の知識を彩葉に教えたり、彼女に魔力を与えている。普段の声は彩葉にだけ聞こえ、配役は彼女が主人公に杖との出会いを語った際に彼女が演じたときのもの。
佐野下 神楽（さのした かぐら）（声；ひと美）
特進クラスである2年A組に属する秀才。普段はとても小柄かつ幼児体型の少女で、セミロングの黒髪の両側頭部をドーナツ型に結っているのが特徴。時に冷ややかなほど冷静な性格で、往々にして暴走したりボケる彩葉や琴莉に対する制止・ツッコミ役。釣りや骨董品鑑賞など、渋い趣味を持つ。様々な知識に詳しく見えるが実はウィキペディアで情報収集を行っており、琴莉がそれに絡んだ際には「いつか『マジっすか!?』の記事が出来たら琴莉の悪口を書き込む、と宣言した。物語以前にラジー星人に拉致され、肉体を改造されてしまった。以来、「キャプシューラβ」というペンライト型器具をかざしてメイド服型戦闘服を着た大人びた姿へと変身、「ラジカルかぐら」と名乗る。なお、彼女の能力は動力源こそレインボークリスタルだが、主に宇宙人のオーバーテクノロジーによるものであり、自身によれば彼女は厳密には魔法少女ではない。
月町 琴莉（つきまち ことり）（声；広橋涼）
2年ZZ（ダブルゼータ）組に属する格闘技大好き少女。自称“忍者の末裔”。赤い髪を黄色い大きなリボンでポニーテールに結っており、手にオープンフィンガーグローブを嵌めている。豪放磊落とも言える男勝りで大雑把な性格をしており、しばしば“バカキャラ”扱いされる。他の人物を「彩葉っち」などと呼ぶ癖がある。授業をサボって修行に励んだ結果、いつの間にか魔力を得て普通の人よりも強く速くタフな身体になっていた。彼女は常人離れした身体能力を持つが彩葉や神楽の様な遠距離攻撃手段や飛行能力、変身能力といった不思議な能力は持たず、戦闘時には身軽な格闘着に着替えて「バカ力（ばかぢから）ことり」として主に地上での肉弾戦で活躍する。

## 体感魔法少女 マジっすか!?

### あらすじ
下校中に同級生のカオリが自宅とは異なる町外れへ向かうのを不審に思い後を尾けた主人公は、異様な姿に変身した彼女と3人の少女たちとの戦いを目撃する。カオリが相手を殺害するのを制止しようとした彼は、倒れた彼女から自分に向かって来た得体の知れない何かを、手元に突如出現した不思議な剣で払ってしまった。そんな彼に、カオリと戦っていた少女たちは、平和を守るために共に戦おうと誘うのだった。

### 登場人物
カオリ（声；庄司宇芽香）
第1話「僕が魔法少女?!」に登場。主人公（プレイヤー）と同じ2年Q組の女子生徒。剣道場を実家に持つ剣術少女で、二刀流遣い。長い黒髪を持ち、白い肩衣と赤い袴を着けている。剣技に伸び悩んだ心を悪魔に取り憑かれ、二杖流（にじょうりゅう）遣いとなって町外れの洞窟前で彩葉らと対決、結果的に主人公が魔法能力を持つキッカケを作った。
秋風 もみじ（あきかぜ もみじ）（声；伊藤かな恵）
第2話「セピア色の椛」に登場。市ヶ原総合病院に入院している病弱な少女。市ヶ原学園には入学したきりで友だちも居らず、たまたま風邪で来院した彩葉と主人公に出逢う。やがて親しくなった彼女らにより近づきたい一心で病気の克服を望む心をレインボークリスタルを狙うゴーレムに魅入られ、魔女「セピア」としてその具現化に手を貸してしまい、彩葉らと対峙する。
ミルザ（声；島田知美）
第4話「私の弟子はザ・フレンチ?!」に登場。琴莉の居るZZ組に編入されたフランス人留学生。空色の髪をポニーテールに纏め、学園の制服ではない白いノースリーブと肘までを覆う同色の長手袋を着けている。「忍者マスター」を志し琴莉に弟子入りするが、修行中、魔法少女しか知りえないレインボークリスタルについて語るのを聞いた琴莉は、彼女を敵と看做して戦闘を開始する。片言の日本語を話し、戦闘時には袖無しの鎖帷子を着て大きな手裏剣を背負うなど、どこか間違った忍者姿になる。「Duo」にも登場する。

### エピソード
- 第1話「僕が魔法少女?!」
- 第1.5話「修行!魔法剣」
- 第2話「セピア色の椛」
- 第2.5話「ラジー星人の生態」
- 第3話「お休み・こんしんパーティー」
- 第3.5話「琴莉といっしょ」
- 第4話「私の弟子はザ・フレンチ?!」
- 第4.5話「マジっすかクイズ!」‐本編終了後のオマケエピソード。第4話までに描かれた「マジっすか!?」の設定について、神楽が主人公（プレイヤー）に10問のクイズを出題する。

## 体感魔法少女 マジっすか!?Duo

### 新要素
戦闘中、技を使うヒロインの目元が小ウィンドウに強調表示される「カットインシステム」、負かした敵に対して前作では彩葉らが定められた形でのみ行っていた「おしおき」を要望に沿ってプレイヤーが介入できる形とした「おしおきモード」を搭載した。また、誤った選択肢を選んだ際のバッドエンド救済コーナーが、琴莉と（本編と性格が異なる“黒”）彩葉が行っていた前作の「マジっすかのことり」に代わり、神楽を加えた3人が「萌きゅあっと」同様の水着アバター姿（棒人形に見立てている）で寸劇を演じる「マジっすか地獄」となった。

### あらすじ
異なる経緯によって魔法少女となった3人と主人公は次第に信頼関係を築きながら、「レインボークリスタル」を狙って次々と現れる魔法少女たちを協力して撃退した。しかし、レインボークリスタルは市ヶ原のみならず世界中に点在し、「黒い天使」（アンジュ・ノワール）と名乗る何者かがそれら全てを手中に収めようと画策しているという。かくして、3人の魔法少女と主人公の戦いは市ヶ原タウンの外までも続くのだった。

### 登場人物
冬美（トンメイ）（声：小橋知子）
第5話「ニーハオ!超力中華娘」に登場。市ヶ原商店街で骨董品店を始めたばかりの、中国人らしき女性。胸元に猫が描かれた、深いスリットの入った白いチャイナドレスを着用、ピンク色の髪を後頭部でアップに纏め、眼鏡をかけている。微笑を絶やさず、流暢な日本語を話す。たまたま商店街を訪れて店に立ち寄った神楽と主人公を通じて彩葉・琴莉をもおびき出し、彼女たちに襲い掛かる。
イヴ・ガーランド（声；島田知美）
第6話「ターゲット・市ヶ原」に登場したバトラー星人。地球人女性同様の姿で、ショートボブの金髪に、前を大きく開けたパイロットスーツを着ている。高密度エネルギーであるレインボークリスタルを得ようとUFOで市ヶ原学園の裏山に降り、ラジー星人から急報を受けやって来た琴莉らと対決する。
ラタトゥイユ（声；永田依子）
通称「ラト」。第8話「ねこみみホライゾン」に登場。見た目は黒い猫耳と尾を着け、白地に青い線が入ったレオタードを着た、緑色の長髪を持つ少女だが、オールスティックスによれば異世界の猫らしい。ひのえ川の河川敷に居るのを彩葉に発見、保護されたが、気性が荒く些細なことで逆上、琴莉や神楽に襲い掛かってしまう。

### エピソード
- OP「マジッすか紙芝居」‐前作のあらすじを神楽・彩葉・琴莉が紙芝居に見立てて解説するエピソード。
- 第5話「ニーハオ!超力中華娘」
- 第5.5話「三つde・萌え!」
- 第6話「ターゲット・市ヶ原」
- 第6.5話「わかっちゃいけない」
- 第7話「ゴールドコーストラッシュ!」
- 第7.5話「琴莉の挑戦」
- 第8話「ねこみみホライゾン」
- 第8.5話「オマケっすか?!」‐本編終了後のオマケエピソード。本編では敵のみを対象とした「おしおきモード」を、彩葉、神楽、琴莉から1人を選んで実行できる。